# Rejumurija
Rejumurija (lat. Reaumuria), rod grmova iz porodice Tamaricaceae.
Postoji dvadesetak vrsta raširenih od Sjeverne Afrike i Silije na istok preko umjerene Azije do Kine. Tipična vrsta je R. vermiculata L., od Alžira do Sinaja i na Siciliji.

## Vrste
1. Reaumuria alternifolia (Labill.) Britten
2. Reaumuria atreki Botsch. & Zuckerw.
3. Reaumuria babataghi Botsch.
4. Reaumuria botschantzevii Zuckerw. & Kurbanov
5. Reaumuria floyeri S.Moore
6. Reaumuria fruticosa Boiss.
7. Reaumuria halophila Podlech
8. Reaumuria hirtella Jaub. & Spach
9. Reaumuria kaschgarica Rupr.
10. Reaumuria kermanensis Bornm.
11. Reaumuria korovinii Botsch. & Lincz.
12. Reaumuria kuznetzovii Sosn. & Manden.
13. Reaumuria minfengensis D.F.Cui & M.J.Zhong
14. Reaumuria negevensis Zohary & Danin
15. Reaumuria oxiana (Ledeb.) Boiss.
16. Reaumuria persica (Boiss.) Boiss.
17. Reaumuria reflexa Lipsky
18. Reaumuria sivasica Kit Tan & Yildiz
19. Reaumuria songarica (Pall.) Maxim.
20. Reaumuria stocksii Boiss.
21. Reaumuria tatarica Jaub. & Spach
22. Reaumuria trigyna Maxim.
23. Reaumuria turkestanica Gorschk.
24. Reaumuria vermiculata L.

## Sinonimi
- Beaumulix Willd. ex Poir.
- Eichwaldia Ledeb.
- Hololachna Ehrenb.
- Racletia Adans.